# デフレッシュド
デフレッシュド(Defleshed)は、スウェーデンのデスラッシュバンド。

## 略歴
1991年に、スウェーデンウプサラ県ウプサラで結成。1992年に1stデモ『Defleshed』をリリース。この時のメンバーは、ロビン・ドールク (Vo)、クリトファー・グリードル (Lead G)、ラース・ロフヴェン (Lead G)、オスカー・カールソン (Dr)であった。ベーシストは、1stデモ録音時は不在だったため、ロフヴェンが担当した。
1stデモリリース後、ロビン・ドールクが脱退。またグスタフ・ヨルデ (B、Back Vo)が加入。セッションボーカリストとしてヨハン・ヘッドマンが参加して、2ndデモ『Abrah Kadavrah...』をリリース。リリース後、グスタフ・ヨルデがメインボーカルを務めるようになる。
更に、1993年に、『Obsculum Obscenum』と『Body Art』の2枚のデモをリリースした。その後、ドイツのインディーズレコードレーベル、インヴェイション・レコードと契約する。1994年にデビューEP『Ma Belle Scalpelle』をリリース。
デビューEPのリリース後、ドラマーがマット・モーディンに交代する。1996年に1stアルバム『Abrah Kadavrah』をリリース。2ndデモとほぼ同名であるが、収録曲は異なっている。リリース後、ギタリストのクリトファー・グリードルが脱退する。この脱退後、メンバー補充は行われず、以後は3名で活動を行うようになる。
1997年に2ndアルバム『Under the Blade』をリリース。1999年には、ライブアルバム『Death... The High Cost of Living』を1500枚限定でリリース。WARミュージックに移籍して、同年に3rdアルバム『Fast Forward』をリリース。同アルバムは日本でもリリースされ日本デビューを果たした。同日本盤には、『Death... The High Cost of Living』がボーナストラックとして全曲収録されている。
リゲイン・レコードに移籍して、2002年に4thアルバム『Royal Straight Flesh』、2005年に5thアルバム『Reclaim the Beat』をリリースし、同年に解散した。
解散後、グスタフ・ヨルデとラース・ロフヴェンはデスメタルバンド、ヴァレー・オヴ・ザ・デッド (Valley of the Dead)を結成し活動していたが2008年にEPをリリースしたのみで、現在は活動を休止している。その後、グスタフ・ヨルデは、インダストリアルメタルバンドのラーブティアー (Raubtier)にベーシストとして加入している。
また、ドラマーのマット・モーディンは、デフレッシュドと並行して参加していたダーク・フューネラルで2007年まで活動した。ダーク・フューネラルを脱退した後は、ハードコア・パンクバンド、レイズド・フィスト (Raised Fist)に加入し活動している。
2021年1月に再始動。2月には新曲「Fleshless and Wild」のミュージックビデオがYouTubeに投稿された。アメリカ合衆国のメタル・ブレイド・レコーズと契約し、2022年に6thアルバム『Grind Over Matter』をリリースした。

## メンバー

### 現在のメンバー
- グスタフ・ヨルデ (Gustaf Jorde) - ボーカル、ベース
スポルトローヴでも活動していた。ヴァレー・オヴ・ザ・デッド、ラーブティアーで活動中。
- ラース・ロフヴェン (Lars Löfven) - リードギター
スポルトローヴ、ヴァレー・オヴ・ザ・デッドでも活動。
- マット・モーディン (Matte Modin) - ドラムス
ノンイグジスト、ダーク・フューネラル、スポルトローヴでも活動していた。現在は、レイズド・フィストで活動中。

### 旧メンバー
- ロビン・ドールク (Robin Dohlk) - ボーカル
- クリトファー・グリードル (Kristoffer Griedl) - リードギター
- オスカー・カールソン (Oskar Karlsson) - ドラムス
2016年3月逝去[2]。
ゲイツ・オブ・イシュター、ザ・ダスクフォール、ヘルトレイン、エヴァードーン、シェイタンでも活動していた。

### セッション・メンバー
- ヨハン・ヘッドマン (Johan Hedman) - ボーカル
2ndデモ『Abrah Kadavrah...』に参加。

## ディスコグラフィー

### スタジオアルバム
- 1996年 Abrah Kadavrah
- 1997年 Under the Blade
- 1999年 Fast Forward
- 2002年 Royal Straight Flesh
- 2005年 Reclaim the Beat
- 2022年 Grind Over Matter

### ライブアルバム
- 1999年 Death... The High Cost of Living

### EP
- 1994年 Ma Belle Scalpelle

### デモ
- 1992年 Defleshed
- 1992年 Abrah Kadavrah...
- 1993年 Obsculum Obscenum
- 1993年 Body Art